# De merkwaardige prauw

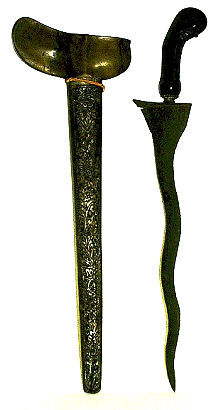
Een kris

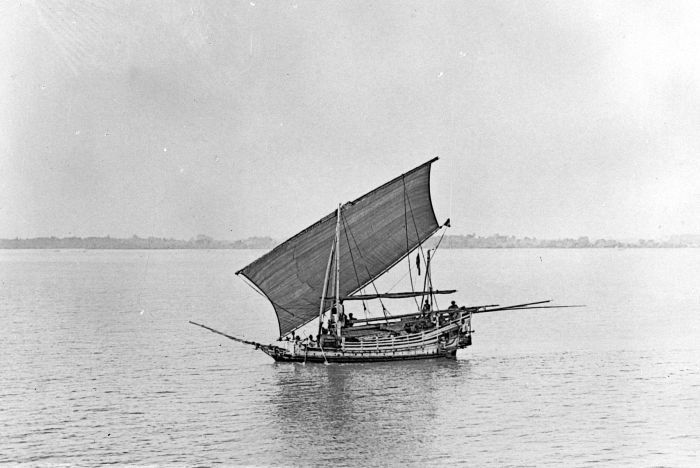
Een prauw, collectie Wereldmuseum Amsterdam

De merkwaardige prauw is een volksverhaal uit Indonesië.

## Het verhaal
In Sulawesi woont lady Bosu, ze is zo mooi als een hemelnimf en verlaat nooit zonder toestemming en begeleiding haar huis. Ondanks het protocol is haar schoonheid bekend en prins La Manjurai wil haar zien. Hij klimt op een avond op het dak van de woning en kijkt naar de slapende lady Bosu. Hij is onder de indruk en zijn kris valt uit de schede en boort zich in de borst van de jonge vrouw.
Lady Bosu is op slag dood. Prins La Manjurai vlucht naar zijn paleis, maar het familiewapen op de kris wordt herkend. De familie van lady Bosu gaat naar het paleis en ze vragen of de kris van de prins is, omdat ze hem niet direct durven te beschuldigen. De prins bekent en de familie zal de dood van lady Bosu aanvaarden. Ondanks de vergiffenis wil de prins zichzelf een straf opleggen en ze vragen een prauw te bouwen voor het lichaam.
Prins La Manjurai vaart mee op de boot en hij blijft dagenlang vasten en bidden. Na zeven dagen en nachten komt lady Bosu weer tot leven en ze besluit de prins te volgen. Op een dag komen de twee in een ander koninkrijk en de prins valt in slaap. Lady Bosu gaat naar een meer om zich te baden, maar wordt door soldaten van het koninkrijk meegenomen naar de koning om haar toe te voegen aan zijn harem.
De prinses weigert de vrouw te worden van de koning en ze wordt dan opgesloten. Een van de vrouwen van de koning vertelt over een vliegende prauw en de prinses vraagt of ze dit voertuig mag zien voor ze de honderdste vrouw van de koning zal worden. De koning stemt toe en lady Bosu weet een vreemde kleine glazen bol van het voertuig af te pakken.
De volgende dag blijkt de prauw niet meer te kunnen vliegen. De koning vraagt de mensen in zijn koninkrijk om de prauw te repareren, maar als dit niet lukt zal de persoon omgebracht worden. Prins La Manjurai zoekt drie dagen en nachten om zijn geliefde en komt op de vierde dag een landbouwer tegen. Hij hoort dat de dochter van de man ontvoerd is en opgesloten in het harem en gaat naar het paleis. Lady Bosu zegt dat prins La Manjurai familie van haar is en ze beweren samen de prauw te kunnen repareren.
De koning vraagt zich af wat het nut is van de vrouw en prins La Manjurai legt uit dat er speciale mantra's nodig zijn. Alles wat God geschapen heeft is positief of negatief. Lady Bosu en prins La Manjurai stoppen de glazen bol terug en de prauw vliegt opnieuw. De koning ziet tot zijn verbazing hoe het paar samen wegvliegt. In het eigen koninkrijk huwt prins La Manjurai met zijn geliefde. Een jaar na het feest wordt een zoon geboren.
Prins La Manjurai volgde zijn vader, na enige aarzeling, op. Hij wilde graag als normaal burger leven, maar het volk smeekte en hij nam de zware taak samen met zijn koningin Bosu op zich.